# Pronunciamiento (Argentina)

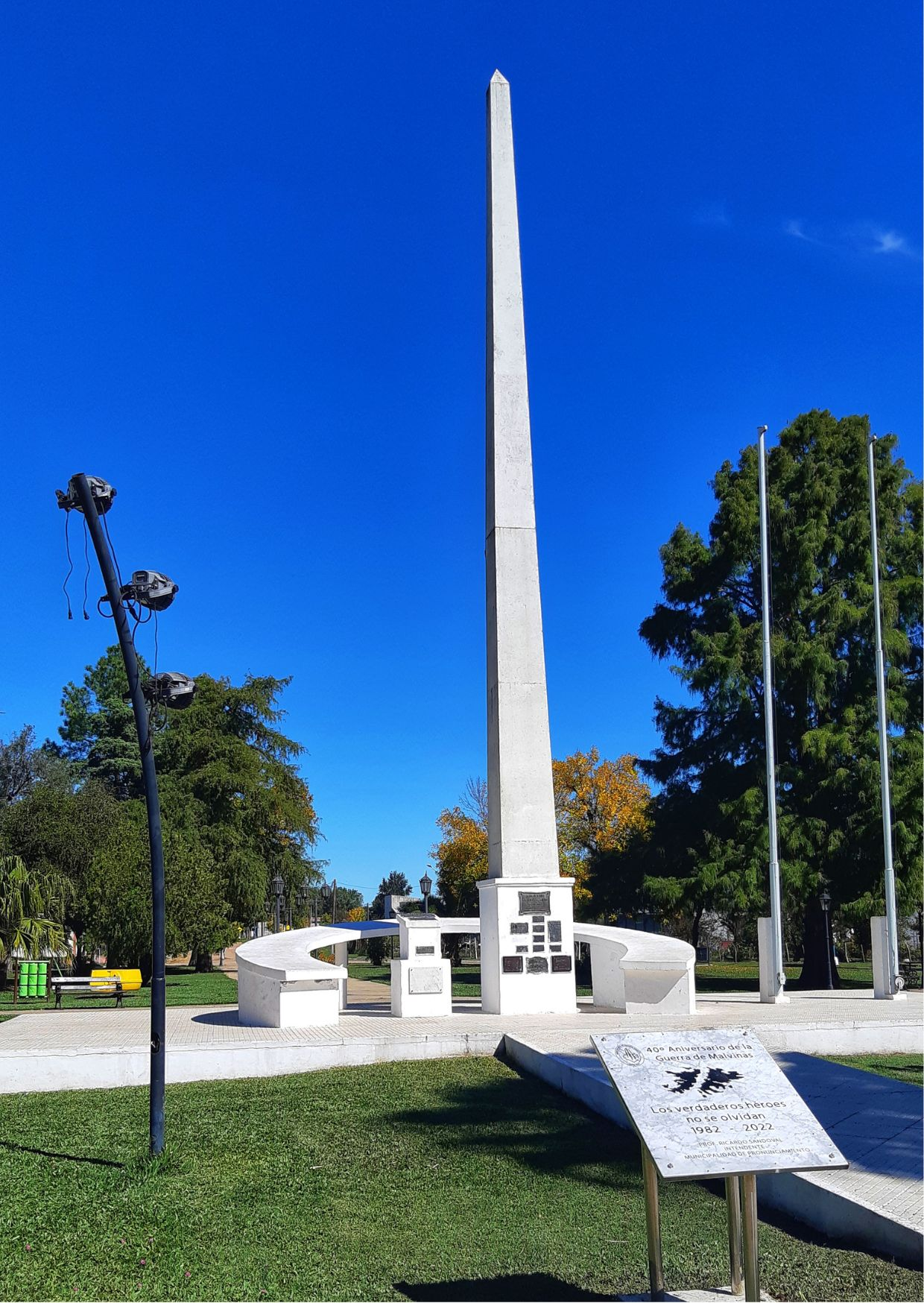
Monumento en la Plaza San Martín, Pronunciamiento. Debajo, una placa en homenaje a los Héroes de Malvinas.

Pronunciamiento es un municipio del distrito Molino del departamento Uruguay, en la provincia de Entre Ríos, República Argentina. El municipio comprende la localidad del mismo nombre y un área rural. Se encuentra a 12 km de la localidad de 1.º de Mayo, a 14 de la localidad de Caseros y San Justo 25 de Villa Elisa y a 35 km de Concepción del Uruguay.
Su acceso es por asfalto desde la localidad de Caseros, sobre la Ruta Provincial 39, hacia el norte por la Ruta Provincial 23.

## Historia
En el año 1898, Juan José de Urquiza, hijo del General Justo José de Urquiza, dejó asentado en el Registro de Propiedad sus tierras heredadas, (hijuela N.º 6), tras la muerte de su madre Dolores Costa de Urquiza, dentro de las cuales, estaba el trazado de Villa María Luisa. El nombre se impuso en honor a la esposa de Juan José de Urquiza, María Luisa De La Serna, y se realizó una urbanización planificada con un trazado bastante particular con calles en diagonales.
Una vez realizado el comienzo de la villa, los primeros pobladores adquieren 4 manzanas completas de las 24 que posee esta villa. Algunos años después del fallecimiento de Juan José de Urquiza, la venta de terrenos se paraliza, posiblemente por escasa demanda de compradores, quienes preferían radicarse sobre lotes más extensos que le permitieran el desarrollo de la actividad agropecuaria.
Durante un lapso de 50 años, esas 20 manzanas se convierten en tierras de nadie y se comienza a llamarlo “fisco”. La gente poblaba por cualquier lado y tomaba para sí el terreno que consideraba necesario; muchos pobladores nacieron, vivieron y murieron sin saber que estaban sobre el trazado de un pueblo. 
Lo cierto de todo es que el llamado Fisco tenía dueños y eran las legítimas herederas, hija del fundador, María Luisa de Urquiza de González Castaño y María Enriqueta de Urquiza de Villa Sáenz Peña. 
Años más tarde (1907) el tendido de la red ferroviaria, significó un paso trascendental para el desarrollo de la zona, a partir de ese momento comenzó rápidamente la llegada de pobladores procedentes de colonias vecinas; y a esta estación de ferrocarril se la denominó “estación Pronunciamiento” en homenaje al Pronunciamiento de Urquiza en 1851, marcando el principio del fin del gobierno de Juan Manuel de Rosas, para luego de la batalla de Caseros, un gran paso a la organización de la República y la sanción de la Constitución.

## Educación
- Escuela N.º 13 "Diego Fernández Espiro"
- E.P.N.M N.º 6 "Fraternidad" (ex 74), La Escuela Fraternidad cuenta con un ciclo básico común, el cual comprende 1º, 2º y 3º año y un ciclo orientado, el cual fuera seleccionado de acuerdo a las necesidades de la localidad, bajo la modalidad de  “bachiller en economía y administración”, el cual comprende 4º, 5º y 6º año del ciclo orientado.

## Deportes
Pronunciamiento es reconocido a nivel deportivo, por la presencia del Club Defensores de Pronunciamiento, también llamado por su acrónimo DEPRO. Es una institución deportiva, cuya principal actividad es el fútbol, habiendo tenido participaciones a nivel nacional, en las distintas categorías del ascenso para equipos indirectamente afiliados a la Asociación del Fútbol Argentino. Está afiliado a la Liga Departamental de Fútbol de Colón y oficia de local en su propio estadio, el Delio Esteban Cardozo. A pesar de ser el único equipo del pueblo, dentro de la Liga entabló una rivalidad con el Club Social y Deportivo Juventud, de la localidad de Caseros.